# Gymnohydnotrya ellipsospora
Gymnohydnotrya ellipsospora är en svampart som först beskrevs av J.W. Cribb, och fick sitt nu gällande namn av B.C. Zhang & Minter 1989. Gymnohydnotrya ellipsospora ingår i släktet Gymnohydnotrya och familjen Discinaceae.   Inga underarter finns listade i Catalogue of Life.